# Сухарев, Николай Михайлович (тренер)
Николай Михайлович Сухарев (22 января 1983) — российский футболист и тренер.

## Биография
В качестве футболиста выступал за любительские команды Подмосковья — «Текс» (Ивантеевка), «Малахит» (Пушкино), «Боевое Братство» (Пушкино/Красноармейск).
После окончания игровой карьеры начал работать в женском футбольном клубе «Россиянка» (Красноармейск), который первоначально входил в ту же структуру, что и «Боевое Братство». В 2007—2013 годах был ассистентом нескольких главных тренеров «Россиянки», за это время клуб неоднократно становился чемпионом и призёром чемпионата России.
В начале 2014 года был назначен главным тренером женской команды «Зоркий». Клуб занимал первое место после предварительного этапа чемпионата, однако на финише сезона пропустил вперед конкурентов из клуба «Звезда-2005», после чего за три тура до окончания сезона тренер был отправлен в отставку. В итоге «Зоркий» стал серебряным призёром сезона-2014. В сезоне 2015 года Сухарев продолжал входить в тренерский штаб клуба, и в трёх матчах в июне 2015 года исполнял обязанности главного тренера.
Во второй половине 2010-х годов тренировал мужские любительские команды «Красноармейск» (участник чемпионата Пушкинского района) и НИИ «Геодезия». С 2019 года входит в тренерский штаб женского «Локомотива» (Москва).